# Сокорро (Картахена)

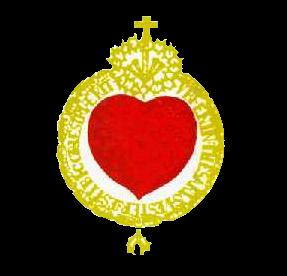
Герб братства Сокорро

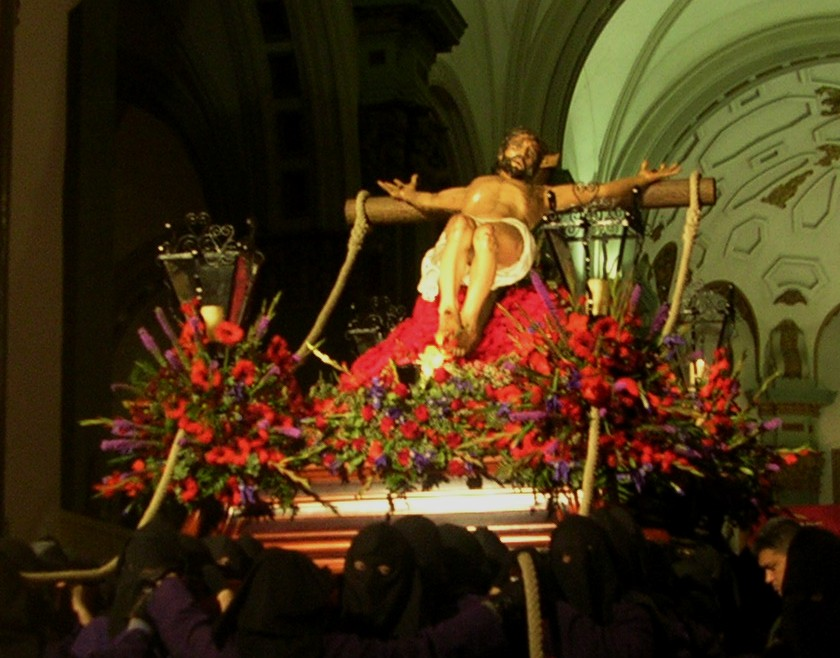
Во время процессии

Братство Сокорро (исп. Cofradía del Socorro) или Славное братство Святейшего Короля Христа Помощника (исп. Ilustre Cofradía del Santísimo y Real Cristo del Socorro) — покаянное братство Римско-католической церкви в Картахене, в Испании, основанное 13 марта 1689 года. В Страстную пятницу братство совершает покаянную процессию по улицам Картахены.

## История
Ранее носило название Благочестивейшее, преподобное и славное братство братьев-рыцарей Святейшего Короля Христа Помощника (исп. Muy Devota, Venerable e Ilustrísima Cofradía de la Hermandad de Caballeros del Santísimo y Real Cristo del Socorro). Одно из четырёх братств, организовывающих ежегодные процессии на праздник Пасхи в Картахене. Цвет облачения — красный и чёрный. Братство проводит процессию на рассвете в Страстную Пятницу. Старший брат — Мануэль Мартинес Гуильен.
Братство приписано к церкви Санта Мария де Грасия в Картахене.
Герб братства представляет собой красное сердце, вписанное в орден Золотого руна. Над сердцем крест, терновый венец и гвозди. Герб увенчан королевской короной.
13 марта 1689 года чудесное исцеление одного из сыновей Педро Мануэля Колона из Португалии, герцог Верагуа перед Распятием в соборе Картахены стало поводом к основанию братства, получившему каноническое признание в 1691 году.
В 1821 году в связи с секуляризацией в Испании братство было упразднено и воссоздано в 1879 году. Вновь братство исчезло в 1936 году во время гражданской войны в Испании и снова восстановлено в 1961 году.